# Louis Graves
Pour les articles homonymes, voir Graves.
Louis Graves est un géologue, botaniste, archéologue et ethnologue français, né le 21 octobre 1791 à Bordeaux et mort le 5 juin 1857 à Paris. Bien que ses études à l'université de Bordeaux le prédisposent à une carrière scientifique, il n'exercera ses passions qu'à titre privé, les circonstances de sa vie lui faisant accepter un poste de fonctionnaire à la préfecture de Beauvais en 1817. Il y restera pendant vingt-cinq ans et publiera des monographies minutieuses sur les cantons du département, qui lui donnent une grande popularité mais aussi une grande influence sur la marche intellectuelle du département. Graves popularise l'archéologie et parvient à susciter de l'intérêt pour les monuments de l'architecture médiévale jusque-là perçue comme barbare. Louis Graves reste également connu pour avoir été l'un des membres fondateurs de la Société géologique de France (1830) et pour avoir cofondé la Société botanique de France (1842). De 1842 jusqu'à sa mort, il habite Paris, travaillant d'abord comme chef de bureau au ministère des Finances, puis devient directeur des Eaux et forêts en 1854.

## Biographie

### Jeunesse
Colon à Saint-Domingue, le père de Louis Graves fait fortune dans le commerce des colonies, mais la Révolution française le ruine et le pousse à rentrer en France. Il a toujours assez de moyens pour acquérir le château des Loges près de Jonzac (Charente-Maritime), où il se retire, vivant de ses rentes. Son épouse est Zoé Journu, sœur du comte Bernard Journu-Auber qui fait partie de la haute bourgeoisie bordelaise. Louis est le fils aîné du couple. Son frère et sa sœur (qui épousera un membre de la famille de Sèze), meurent avant lui. La famille transmet à Louis le dévouement à la France et l'amour pour les sciences. L'oncle maternel Bernard Journu-Auber est en effet l'un des fondateurs du muséum d'histoire naturelle de Bordeaux. Un autre membre de sa famille qui influencera sans doute ses orientations est le colonel Bory de Saint-Vincent, avec qui Louis conservera des rapports amicaux toute sa vie durant. Sinon, dans son entourage, la famille de M. et Mme Paul-Victor de Sèze considère le jeune Louis comme leur propre enfant. Étant donné que Victor de Sèze est recteur de l'Académie de Bordeaux, c'est donc naturellement à Bordeaux que Louis effectuera ses études, guidé par son mentor. Il étudiera les sciences, les lettres et les arts, semblant posséder d'heureuses prédispositions pour tous ces domaines où il réussit également. Sans se prétendre dessinateur, Louis maîtrise bien le dessin, et pousse son amour pour la musique jusqu'à acquérir des connaissances suffisantes pour diriger un orchestre. Graves suit également des cours de médecine, mais finalement, ce seront les sciences naturelles qui le passionneront le plus, de sorte qu'il se réclamera naturaliste en 1810 et 1811. De quelque discipline qu'il s'agisse, Graves montre une merveilleuse aptitude qu'il conservera toute sa vie, le faisant toujours arriver au premier rang.

### Carrière professionnelle
Victor de Sèze ne tarde pas à engager Louis Graves comme son secrétaire particulier à l'Académie de Bordeaux. Ce modeste poste permet au jeune homme de faire connaissance avec nombre de personnalités importantes de la ville, telles que Jean-Baptiste Lynch, maire de Bordeaux ; le baron Pierre-Barthélémy Portal d'Albarèdes, ministre de la Marine ; ou l'économiste et journaliste Henri Fonfrède.
Son biographe relate que partout où Louis Graves participe à une œuvre commune, il exerce une haute influence grâce à la supériorité incontestée de la forte culture qu'il a reçue. Doué au double point de vue de l'intelligence et du caractère, il avait acquis dès le jeune âge des connaissances théoriques solides très complètes, liées à une rare facilité d'application pratique. Avec un coup d'œil sûr et une sagacité sans prétention, il est toujours à la hauteur de ses interlocuteurs quelle que soit leur spécialité, les dépassant en même temps par l'universalité et la précision de ses connaissances. Louis Graves sait ainsi conquérir la confiance des hommes pratiques et des savants théoriciens à la fois. Sous ces auspices, chaque décision de ses supérieurs hiérarchiques pour lui confier un poste plus important fait l'unanimité, et son avancement rapide est ainsi perçu comme un acte de justice et de bonne administration, favorable pour le bien public.
En octobre 1814, Louis Graves est donc promu secrétaire d'Académie quand le titulaire est nommé à un poste supérieur. En février 1817, quand le comte Henri-Charles Le Bègue de Germiny est nommé préfet de l'Oise, il s'attache les services de Graves comme secrétaire particulier. L'entourage du préfet ne tarde pas à remarquer la capacité administrative incontestable et le fort potentiel de ce jeune homme de vingt-cinq ans. Par ailleurs, le comte de Germiny associe son collaborateur à tous les travaux de l'administration, et ce dernier se montre digne de cette confiance. Le préfet lui donne tous les moyens de se faire apprécier en servant bien le département. En 1818, un commissaire du gouvernement est envoyé dans l'Oise pour y propager l'école mutuelle ou à la Lancaster. Graves se propose de l'accompagner sur sa tournée afin de vaincre la méfiance de la population. Mais il profite surtout de cette occasion pour étudier l'esprit des habitants, les besoins et ressources des communes, les capacités propres à l'administration, mais aussi la géologie, la faune et la flore.
En tant qu'administrateur, Graves tient la main ferme sur les affaires de son ressort. Il laisse derrière lui dans tous les services dans lesquels il a travaillé, la tradition d'une gestion rigoureuse, qui sait respecter les droits individuels, mais exécute toujours promptement et complètement les décisions prises par le gouvernement. En effet, Graves est persuadé de la nécessité du principe d'autorité dans les sociétés humaines, et reconnait la légitimité des gouvernements qui se succèdent. La Révolution de juillet ne marquera donc point une interruption de sa carrière ou de ses travaux. Au contraire, comme elle renverse presque entièrement l'administration en place, elle lui apporte une promotion. En effet, le baron Alexandre-Jean Feutrier, nouveau préfet de l'Oise, suggère au ministre François Guizot de nommer Graves comme secrétaire général de la préfecture. Il est écouté, et les hommes politiques de tous les partis accueillent la nouvelle nomination de Louis Graves avec satisfaction. Lorsque le poste de secrétaire général de préfecture est supprimé dans la plupart des départements, Graves est nommé conseiller de préfecture par ordonnance du 12 mai 1832, ainsi que secrétaire général par arrêté ministériel du 18 du même mois.
À partir de 1832, Graves prend une part plus active et plus officielle dans l'administration de l'Oise. Il a la confiance de tous les préfets qui se succèdent (non moins de onze jusqu'en 1842), et ils le chargent de leur remplacement lors de leurs absences de Beauvais. En 1839, pendant la vacance du poste de préfet, Graves doit représenter l'administration au Conseil général de l'Oise. Grâce à son indépendance d'opinion, son goût pour la discussion et son habileté coutumière, il maîtrise cette difficile épreuve, qui devient pour lui un véritable triomphe. Sous la proposition de Léon-Victorin Legrand, conseiller général de l'Oise et directeur des contributions au ministère des Finances, et à la faveur des circonstances politiques, Louis Graves obtient un poste de chef de bureau à l'administration centrale des contributions directes en 1842. Il quitte l'Oise pour Paris, persuadé de ne plus revenir. Legrand est bientôt muté vers l'administration des Eaux et forêts (dépendant également du ministère des Finances), et comme il ne veut pas renoncer aux services de Graves, ce dernier le suit. C'est ainsi qu'il devient chef de bureau à l'administration centrale des forêts. Il continue de jouir d'une considération bien supérieure à la position de son poste, qui lui convient parfaitement car elle lui laisse le temps de poursuivre ses recherches.
Par ses travaux et publications, Grave attire sur lui l'attention du ministère de l'Instruction publique. Les ministres Abel-François Villemain et Narcisse-Achille de Salvandy lui adressent leurs félicitations, et le ministre de l'Intérieur, Tanneguy Duchâtel, le nomme membre de la commission des archives départementales par décision du 30 juin 1847. Mais viendra bientôt la révolution de 1848, dont Legrand n'attend pas l'issue pour démissionner. Une décision ministérielle du 9 juin 1848 prive Graves de son poste moyennant une indemnité temporaire. Dans l'Oise, cette décision est accueillie avec beaucoup de stupéfaction et d'émotion, et le conseil général, par délibération du 26 novembre 1848, exprime le vœu que Graves revienne pour terminer la rédaction de ses Précis statistique..., dont sept ne sont pas encore publiés. Alors que ce travail de recherche et de rédaction était auparavant une activité extraprofessionnelle, le conseil général vote pour la première fois un crédit de 3 000 francs pour subvenir aux frais de travail de 1849. C'est un acte plutôt symbolique, seul moyen pour le conseil général de manifester sa sympathie envers Graves dans un contexte politique chaotique.
La réaction depuis Paris ne se fait pas attendre, d'autant plus qu'Hippolyte Passy est devenu le nouveau ministre des Finances. Par lettre du 27 décembre 1848, il réintègre Graves dans son poste en le nommant chef de première classe du bureau des travaux d'art à l'administration des forêts. Au mois de janvier 1851, le fils du comte de Germiny, vieil ami de Louis Graves, devient le nouveau ministre des Finances. Ayant les mêmes sentiments amicaux pour lui que son père, il veut le promouvoir au poste de secrétaire général du ministère des Finances. Or, Graves estime que cette fonction serait trop supérieure à son ancien poste, et n'accepte la mission qu'à condition qu'elle soit provisoire et n'entraine pas une nomination officielle. Le comte de Germiny quittant sa fonction au bout de quelques mois, Graves retourne dans son bureau avec satisfaction. Mais le successeur de Germiny n'est autre que son ami Jean-Martial Bineau (depuis 1830), qui nomme Graves sous-directeur par intérim du contrôle des régies financières au secrétariat général des finances. Par décision du 7 avril 1852, le poste est définitivement attribué à Graves. Bineau trouve en lui le collaborateur qu'il a toujours souhaité. Cependant, au bout de deux ans, le directeur général de l'administration des forêts, Antoine Blondel, est nommé au Conseil d'Etat, et Louis Graves est appelé à lui succéder par décret du 15 mars 1854. Il lui tient à cœur d'utiliser ses pouvoirs pour la préservation de la richesse nationale que constituent les forêts.

### Activités et travaux
Le cabinet d'histoire naturelle de son oncle, à la base du futur muséum d'histoire naturelle, livre à Louis Graves d'intéressants sujets d'étude. En 1820, soit trois ans après avoir quitté Bordeaux, Graves publie encore dans les Annales générales de sciences physiques une notice sur deux espèces de crocodiles non représentées parmi les douze espèces décrites par Frédéric Cuvier.
En 1824, Louis Graves encourage la création de la Société philharmonique de Beauvais, composée de quelques musiciens professionnels mais essentiellement d'amateurs. Sous sa direction, et avec un succès jusqu'alors sans exemple, elle exécutera un grand nombre de symphonies et d'ouvertures. Graves fait ainsi connaître au public des compositeurs encore peu connus ou mal compris, tels que Ludwig van Beethoven et Carl Maria von Weber. Il sait donner confiance aux musiciens et leur expliquer les intentions des auteurs, si bien qu'ils arrivent à des résultats qu'ils étaient loin d'espérer eux-mêmes. Le 28 mai 1830, Graves devient l'un des tout premiers membres de la Société géologique de France et officiera à deux reprises comme son vice-président.
Sa popularité auprès des personnalités importantes de la région lui ouvre la porte à une carrière rapide, mais la perspective du succès n'intéresse pas le jeune homme, préférant se consacrer aux sciences. Il renonce aux plaisirs mondains et aux distinctions du monde pour se livrer à ses études, qui toutefois n'occupent jamais que le second rang derrière les travaux administratifs. Quand ses amis rentrent de leurs soirées, ils le trouvent en train d'étudier dans sa chambre solitaire. L'objet de ces recherches peut être une plante nouvellement découverte, une charte médiévale, ou un problème d'archéologie locale. Le seul loisir est alors pour Grave de changer de sujet de travail. Il n'est pas rare qu'il passe la nuit entière derrière son bureau. Ce zèle excessif ne manquera pas d'avoir des conséquences funestes. Quelques signes alarmants incitent ses amis à tenter d'arracher Graves à sa vie trop studieuse, sans succès ; il ne parvient pas à se restreindre pour protéger sa santé.
Les dix années suivant son installation à Beauvais sont mises à profit pour d'importants travaux préparatoires aux monographies sur les trente-quatre cantons que compte alors l'Oise (voir ci-dessous, Précis statistique sur le canton de...). La première à paraître est celle du canton de Chaumont-en-Vexin, en 1827. Elle est moins complète et moins bien ordonnée que les suivantes ; aussi le bon accueil des lecteurs est-il un encouragement pour Graves à apporter des améliorations successives à ses publications et à les perfectionner sans cesse. La géologie est un sujet qui lui tient particulièrement à cœur, et il se garde bien d'énoncer le moindre fait qu'il n'ait vérifié sur place lui-même. Graves élabore une carte géologique de l'Oise. Malheureusement elle n'est pas encore imprimée quand le manuscrit se perd pendant la révolution de février 1848, et Graves ne trouve pas le temps ou le courage de la reconstituer. Après sa mort, c'est Antoine François Passy qui proposera son concours pour restituer la carte à partir des notices de Graves.
Parmi les travaux en géologie, ceux sur le pays de Bray sont les plus importants. Dès son installation à Beauvais, Louis Graves n'a pas tardé à remarquer les spécificités de cette formation du Crétacé, qui s'étend jusqu'au Dorsetshire en Angleterre et concerne également l'Eure et la Seine-Maritime. Le géologue Louis-Étienne Héricart de Thury n'a pas encore trouvé le temps d'explorer lui-même cette contrée. Ayant remarqué tôt le potentiel de Graves, il l'épaule dans ses travaux et conçoit pour lui un programme des recherches à faire. C'est, en 1819, le point de départ pour une exploration approfondie du pays de Bray sur vingt années, conduisant par exemple à la découverte de la lumachelle (roche formée d'ancien bancs de coquillages ou coraux fossilisés) dont l'existence était jusqu'alors contestée. Graves travaille en étroite collaboration avec ses confrères anglais, dont Roderick Murchison, Charles Lyell et Gideon Mantell. Les conclusions se trouvent dans le Précis statistique du canton du Coudray-Saint-Germer.
En 1839, Louis Graves est le cofondateur du Comité archéologique de Beauvais, à une époque où la seule société savante présente dans la région est la puissante Société des antiquaires de Picardie sise à Amiens. Avec le soutien de cette dernière, le comité se développe et devient le noyau de la Société académique d'archéologie, sciences et arts du département de l'Oise fondée officiellement en 1847. Sa mission doit être, d'après Graves, de pousser le département dans toutes les voies du progrès. En 1842, à l'occasion de son départ pour Paris, Graves offre sa vaste collection géologique au Comité. Elle sera exposée au futur musée départemental de l'Oise créé par la Société académique de l'Oise.
Les trois ouvrages de synthèse sur l'archéologie et les monuments historiques, sur la topographie géognostique et sur la botanique sont rédigés sur la base des renseignements recueillis pour les Précis statistique des cantons. Paraît en premier lieu le Précis archéologique en 1839, révisé, remanié, complété par l'auteur et publié une seconde fois sous le titre de Notice archéologique sur le département de l'Oise en 1855. L'Essai sur la topographie géognostique du département de l'Oise publié en 1847 donne le tableau complet de la géologie du département. Le Catalogue des plantes observées dans l'étendue de département de l'Oise paraît en 1857, peu avant la disparition de l'auteur.
Parmi les géologues français en rapport avec Louis Graves, l'on rencontre Alexandre Brongniart, Léonce Élie de Beaumont, Léonce Élie de Beaumont, Édouard de Verneuil, Gérard Paul Deshayes, Antoine François Passy et Constant Prévost. Parmi les botanistes français et étrangers, l'on peut citer Adolphe Brongniart, le comte Hippolyte François Jaubert, Héricart de Thury bien sûr, Héricard-Ferrand, François Victor Mérat de Vaumartoise, François-Auguste Parseval-Grandmaison, Horace Bénédict Alfred Moquin-Tandon, Alphonse Pyrame de Candolle, Wladimir de Schœnefeld, Philip Barker Webb et Christiaan Hendrik Persoon. Graves se tient ainsi au courant des dernières découvertes et met à profit les voyages d'études des correspondants pour faire vérifier ses propres découvertes et observations. En botanique, il s'intéresse surtout aux espèces les moins étudiées : les lichens, les mousses et, plus tard, les fougères. Parmi les spécialistes, Graves acquiert une réputation sur le plan européen, notamment en Allemagne et en Russie ; or, sa modestie le fait renoncer à la mention de son nom sur les ouvrages de confrères auxquels il a collaboré.
Aussitôt installé à Paris en 1842, Graves concourt avec Antoine François Passy (1792-1873), le comte Jaubert, Horace Bénédict Alfred Moquin-Tandon et quelques autres à la création de la Société botanique de France.

### Influence
La première tournée rapide à travers le département de l'Oise en 1818 sert de base pour tous les futurs travaux de Graves. Il acquiert déjà un niveau de connaissance du département sous tous ses égards que nul n'avait atteint avant lui. Ce n'est pas tout : il profite aussi de l'occasion pour nouer des liens avec les hommes les plus intelligents et les plus importants du pays, ce qui s'avère par la suite comme la clé de sa grande influence dans le département. Il ne s'en servira jamais pour son avantage personnel, mais uniquement pour le bien public. De fréquentes relations s'établissent entre Graves et la partie la plus intelligente et la plus active de la population, fondées sur une mutuelle estime et un dévouement réciproque qui ne se sont jamais démentis. Graves entretient quotidiennement des rapports avec les hommes éclairés de toutes les classes sociales, et s'attachera profondément au département de l'Oise. Il s'attire l'estime et l'admiration de la population qui apprécie sa sincérité. La physionomie spirituelle et expressive du jeune fonctionnaire et le regard profond de ses yeux, dont le regard s'imprègne parfois d'une grâce séduisante, y sont aussi pour quelque chose. Même s'il se montre parfois un peu sévère dans son commandement, sa bienveillance y transperce toujours.
Lors de son fastidieux travail sur les trente-quatre monographies des cantons de l'Oise, la variété encyclopédique de ces publications et leur importance confèrent à Louis Graves une influence considérable sur la marche intellectuelle du département. Tous les hommes s'occupant des sciences sont naturellement en rapport avec lui et entretiennent des liens amicaux avec l'auteur des Précis statistique. Louis Graves s'assure la collaboration de nombreux savants, mais sait aussi identifier des personnes intelligentes dans les classes moins favorisées de la population. Elles disposent souvent de connaissances particulières dans leur spécialité, et Graves sait développer leurs facultés et contribue au perfectionnement de leur formation. Ainsi, Louis Graves se met à la tête du « mouvement intellectuel » dans l'Oise en popularisant les sciences. Avant lui, les études archéologiques n'existent pratiquement pas dans l'Oise, et le groupe de personnes s'occupant d'histoire locale, d'histoire naturelle et de botanique y est très clairsemé. Il est le premier historien et ethnologue de l'Oise à noter les traditions, usages, croyances et légendes populaires qui, sans lui, auraient été perdues. Les monographies de Graves attirent l'attention du public sur nombre de monuments historiques qui jusque-là passaient inaperçus. On comprend que les œuvres de l'architecture médiévale ne sont pas barbares et méritent de la considération. La discipline de l'archéologie acquiert une réputation de sérieux qui lui faisait auparavant défaut, et de plus en plus de personnes commencent à s'y consacrer. L'attention de savants étrangers est attiré sur l'Oise.

### La fin de sa vie
Par décret du 29 décembre 1854, Graves est nommé officier de la légion d'honneur sur le rapport du ministre des Finances. À ce moment, le ministre Bineau, surchargé de travail et pris d'une grande fatigue, vient d'entamer un séjour à Hyères pour se reposer et recouvrer ses forces sous le climat clément de la côte d'Azur. L'effet de ce séjour ne dure pas longtemps, et Jean-Martial Bineau meurt le 8 septembre 1855. La disparition de ce grand ami est un coup dur pour Louis Graves, qui vient déjà de perdre sa mère et un autre ami de longue date, Henri Fonfrède. Bien que donnant l'image d'un caractère ferme et stoïque, Graves est une âme sensible et fragile, et il ne sait estomper les douleurs de ces pertes qu'en se plongeant davantage dans le travail. Occupant maintenant un poste important dans l'administration, Graves exerce scrupuleusement ces attributions, et pour poursuivre ses recherches privées, se voit obligé de sacrifier de plus en plus souvent ses nuits. Ses travaux sur les fougères nécessitent beaucoup d'observations au microscope, et sa vue, jusque-là excellente, se trouve subitement altérée. S'il consent pour la première fois à suspendre ses recherches, il est hors de question pour lui de relâcher son zèle à la direction des forêts. Alors que sa vue s'améliore, il est victime d'un accident vasculaire cérébral lors de la séance du conseil des ministres, fin mai 1857. Il perd en partie l'usage de la parole et accepte finalement de quitter la séance pour se reposer chez lui. Voulant oublier la gravité de l'attaque qu'il vient de subir, il se remet à la lecture, mais quand le médecin le lui déconseille, Louis Graves ne se fait plus aucune illusion sur son sort. Ses amis l'entourent de soins et se renseignent chaque jour sur son état, en venant le voir, ou par courrier s'ils habitent au loin. Leur sollicité lui fait du bien, mais le mal progresse. S'étant jusque-là peu préoccupé de la religion, Graves veut mourir en chrétien et réclame le curé de sa paroisse. Il vient plusieurs fois au chevet du malade et le prépare à la mort qui survient le 5 juin, à l'âge de 65 ans. Suivant son vœu, Louis Graves sera inhumé au cimetière général de Beauvais, le département offrant le monument funéraire, d'un style simple mais digne de lui. L'on peut y lire l'épitaphe suivante : « Le département de l'Oise était pour lui une seconde patrie. Nul ne l'a mieux connu, plus aimé, mieux servi. ».

## Œuvre

### Archéologie
- Louis Graves, Notice archéologique sur le département de l'Oise : comprenant la liste des monuments de l'époque celtique, de l'époque gallo-romaine et du Moyen Âge qui subsistent dans l'étendue du pays, et l'indication de ceux dont on retrouve encore les vestiges, 1856 (2e édition), 458 p. (lire en ligne)

### Botanique
- Louis Graves, Catalogue des plantes observées dans l'étendue de département de l'Oise, 1857, 302 p. (lire en ligne)

### Géographie
- Louis Graves, Essai sur la topographie géognostique du département de l'Oise, 1847, 804 p. (lire en ligne)

### Précis statistique des cantons du département de l'Oise

#### Présentation
Les Précis statistique sur le canton de... sont au nombre de trente-quatre, un par canton selon le découpage administratif en vigueur à l'époque de Graves. Les volumes paraissent dans l'Annuaire de l'Oise entre 1827 et 1843, puis de 1850 à 1855 pour les sept derniers. Le titre de ces recueils de données et de renseignements en tous genres est bien réducteur. C'est une véritable mine d'informations très solides, qui recueillit en son temps l'approbation unanime des experts des différentes spécialités concernées. Si les statistiques occupent bien une place importante dans les volumes, elles ne sont pas dominantes, et jamais Graves ne présente de chiffres bruts sans les annoter. Par ailleurs, hormis les résultats des recensements, il n'a pu puiser ces données dans des publications existantes : elles sont recueillies par ses soins avec le concours des services de la préfecture et de contributeurs dévoués. La profondeur des connaissances de Graves ne cesse d'étonner, même si les erreurs (surtout sur la datation des monuments) ne manquent pas : il ne faut pas oublier que ni le téléphone, ni le chemin de fer n'existaient au moment de la rédaction. Chaque volume comporte en moyenne entre cent vingt et cent cinquante pages, leur nombre étant fonction de l'importance des cantons et des particularités à exposer (82 pages pour Froissy, 342 pour Beauvais). Une grande carte dépliante du canton est insérée en deuxième de couverture de chaque livre, mais les illustrations font complètement défaut : il s'agit d'une publication bon marché aux pages densément remplies. On ne trouve pas non plus de table des matières ou d'index dans l'édition originale de l'Annuaire, lacune qui est comblée par un ordre des matières en cinq parties, toujours identique dans chacun des volumes ; quelques tables thématiques (mais sans noms de personnes ou de lieux) seront jointes par la suite à certains tirés-à-part.
La première section est intitulée Topographie physique. Elle commence par une description générale du canton, puis comporte des chapitres thématiques (non numérotés) : météorologie, eaux (hydrographie), configuration du sol, géognosie (géologie), règne végétal (flore), règne animal (faune). La deuxième section s'appelle Population et porte sur la démographie sous tous ses aspects. Dans une quinzaine de tableaux et listes, sont présentés la pyramide des âges, la fluctuation de la population, la santé, les épidémies, l'habitat, l'éducation, la criminalité et les professions. Chacun des métiers est explicité, même s'il n'est exercé que par une seule personne dans le canton. On apprend la cause de chacun des morts accidentels constatés sur la décennie. La troisième section se nomme Administration et remplit environ la moitié des pages du volume. On y apprend d'abord l'historique du découpage administratif du territoire depuis la Révolution, puis chacune des communes est présentée dans un paragraphe distinct. Elles peuvent occuper entre une page et demie pour les petits villages, jusqu'à une bonne cinquantaine de pages pour les villes les plus importantes. L'on y trouve notamment la toponymie, la géographie, l'histoire particulière de la commune, un descriptif de ses bâtiments remarquables, une liste des équipements et la statistique de l'occupation des sols. Pour la totalité du canton, s'y ajoutent des paragraphes sur les finances publiques avec dépenses et recettes, sur les hôpitaux et bureaux de bienfaisance, sur les routes et chemins. Chaque route départementale est présentée sur une page, puis viennent les chemins vicinaux les plus importants. Finalement, les sections no 4 Agriculture et no 5 Industrie donnent encore les renseignements les plus variés, toujours d'une minutie sans pareille. Elles occupent plus du quart du volume et permettent aujourd'hui de constater les bouleversements que ces secteurs d'activité ont traversé. L'on y apprend d'une part la superficie des principales fermes, les diverses productions, les méthodes agricoles utilisées, l'influence des parasites et nuisibles, et de l'autre, l'année de création du moindre établissement industriel, sa façon de travailler, le salaire du personnel employé, les débouchés des produits.

#### Volumes parus par ordre chronologique
- Louis Graves, Précis statistique sur le canton de Chaumont, Oise, Beauvais, Achille Desjardins, 1827, 130 p. (lire en ligne)
- Louis Graves, Précis statistique sur le canton de Creil, arrondissement de Senlis (Oise), Beauvais, Achille Desjardins, 1828, 152 p. (lire en ligne)
- Louis Graves, Précis statistique sur le canton de Nanteuil-le-Haudouin, arrondissement de Senlis (Oise), Beauvais, Achille Desjardins, s.d. (1829), 107 (ou 127 ?)
- Louis Graves, Précis statistique sur le canton de Nivillers, arrondissement de Beauvais (Oise), Beauvais, Achille Desjardins, 1830, 132 p. (lire en ligne)
- Louis Graves, Précis statistique sur le canton d'Auneuil, arrondissement de Beauvais (Oise), Beauvais, Achille Desjardins, 1831, 114 p. (lire en ligne)
- Louis Graves, Précis statistique sur le canton de Froissy, arrondissement de Clermont (Oise), Beauvais, Achille Desjardins, 1832, 82 p. (lire en ligne)
- Louis Graves, Précis statistique sur le canton d'Estrées-Saint-Denis, arrondissement de Clermont (Oise), Beauvais, Achille Desjardins, 1832, 110 p. (lire en ligne)
- Louis Graves, Précis statistique sur le canton de Marseille, arrondissement de Beauvais (Oise), Beauvais, Achille Desjardins, 1833, 106 p. (lire en ligne)
- Louis Graves, Précis statistique sur le canton de Pont-Sainte-Maxence, arrondissement de Senlis (Oise), Beauvais, Achille Desjardins, 1834, 192 p. (lire en ligne)
- Louis Graves, Précis statistique sur le canton de Mouy, arrondissement de Clermont (Oise), Beauvais, Achille Desjardins, s.d. (1835), 124 p.
- Louis Graves, Précis statistique sur le canton de Saint-Just-en-Chaussée, arrondissement de Clermont (Oise), Beauvais, Achille Desjardins, 1835, 155 p.
- Louis Graves, Précis statistique sur le canton de Crèvecœur, arrondissement de Clermont (Oise), Beauvais, Achille Desjardins, 1836, 96 p. (lire en ligne)
- Louis Graves, Précis statistique sur le canton de Songeons, arrondissement de Beauvais (Oise), Beauvais, Achille Desjardins, 1836, 148 p. (lire en ligne)
- Louis Graves, Précis statistique sur le canton de Liancourt, arrondissement de Clermont (Oise), Beauvais, Achille Desjardins, 1837, 146 p. (lire en ligne)
- Louis Graves, Précis statistique sur le canton de Méru, arrondissement de Beauvais (Oise), Beauvais, Achille Desjardins, 1837, 116 p. (lire en ligne)
- Louis Graves, Précis statistique sur le canton de Clermont, arrondissement de Clermont (Oise), Beauvais, Achille Desjardins, 1838, 211 p. (lire en ligne)
- Louis Graves, Précis statistique sur le canton de Ressons-sur-Matz, arrondissement de Compiègne (Oise), Beauvais, Achille Desjardins, 1838, 132 p.
- Louis Graves, Précis statistique sur le canton de Maignelay, arrondissement de Clermont (Oise), Beauvais, Achille Desjardins, 1839, 114 p. (lire en ligne)
- Louis Graves, Précis statistique sur le canton de Ribécourt, arrondissement de Compiègne (Oise), Beauvais, Achille Desjardins, 1839, 120 p.
- Louis Graves, Précis statistique sur le canton d'Attichy, arrondissement de Compiègne (Oise), Beauvais, Achille Desjardins, 1840, 164 p.
- Louis Graves, Précis statistique sur le canton de Grandvilliers, arrondissement de Beauvais (Oise), Beauvais, Achille Desjardins, 1840, 115 p. (lire en ligne), lire en ligne sur Gallica
- Louis Graves, Précis statistique sur le canton de Senlis, arrondissement de Senlis (Oise), Beauvais, Achille Desjardins, 1841, 276 p. (lire en ligne)
- Louis Graves, Précis statistique sur le canton du Coudray-Saint-Germer, arrondissement de Beauvais (Oise), Beauvais, Achille Desjardins, s.d. (1841), 128 p.
- Louis Graves, Précis statistique sur le canton de Neuilly-en-Thelle, arrondissement de Senlis (Oise), Beauvais, Achille Desjardins, 1842, 144 p. (lire en ligne)
- Louis Graves, Précis statistique sur le canton de Noailles, arrondissement de Beauvais (Oise), Beauvais, Achille Desjardins, 1842, 183 p.
- Louis Graves, Précis statistique sur le canton de Crépy-en-Valois, arrondissement de Senlis (Oise), Beauvais, Achille Desjardins, 1843, 256 p. (lire en ligne)
- Louis Graves, Précis statistique sur le canton de Breteuil, arrondissement de Clermont (Oise), Beauvais, Achille Desjardins, 1843, 152 p.
- Louis Graves, Précis statistique sur le canton de Compiègne, arrondissement de Compiègne (Oise), Beauvais, Achille Desjardins, 1850, 264 p. (lire en ligne)
- Louis Graves, Précis statistique sur le canton de Lassigny, arrondissement de Compiègne (Oise), Beauvais, Achille Desjardins, 1850, 111 p. (lire en ligne)
- Louis Graves, Précis statistique sur le canton de Guiscard, arrondissement de Compiègne (Oise), Beauvais, Achille Desjardins, 1850, 100 p. (lire en ligne)
- Louis Graves, Précis statistique sur le canton de Formerie, arrondissement de Beauvais (Oise), Beauvais, Achille Desjardins, 1850, 120 p. (lire en ligne)
- Louis Graves, Précis statistique sur le canton de Beauvais, arrondissement de Beauvais (Oise), Beauvais, Achille Desjardins, 1851, 338 p. (lire en ligne)
- Louis Graves, Précis statistique sur le canton de Betz, arrondissement de Senlis (Oise), Beauvais, Achille Desjardins, 1851, 178 p. (lire en ligne)
- Louis Graves, Précis statistique sur le canton de Noyon, arrondissement de Compiègne (Oise), Beauvais, Achille Desjardins, 1851, 232 p. (lire en ligne)